# Naczynie włosowate
Naczynie włosowate, włośniczka, kapilara – cienkościenne naczynie krwionośne (przewodzące krew) lub naczynie chłonne (przewodzące limfę), zbudowane ze śródbłonka, mające średnicę od 7 do 15 μm.
Naczynia włosowate docierają do niemal każdej komórki ciała. Proces ich powstawania nazywa się angiogenezą.
Pęknięcie włośniczki nie ma większego znaczenia dla organizmu, chyba że dotyczy ono ważnych narządów (mózgu i naczyń wieńcowych serca). Po pęknięciu powstają wybroczyny.

## Funkcje
Zadaniem naczyń włosowatych jest wymiana między krwią a tkanką:
- gazów (zachodząca pod wpływem różnic ciśnienia)
- składników pokarmowych
- zbędnych produktów przemiany materii
- hormonów
- witamin.

W czasie wymiany wydostaje się z włośniczek także osocze (do 5 litrów dziennie) – zbierane jest ono z płynu tkankowego przez układ limfatyczny.
W związku z odmienną budową układu krwionośnego u różnych gromad kręgowców naczynia włosowate zmieniają prędkość przepływu krwi oraz jej ciśnienie. U ryb naczynia włosowate stanowią zbyt duży opór dla dwukomorowego serca, dlatego ciśnienie i prędkość krwi są małe. U gadów i płazów krążenie odbywa się szybciej. U ssaków i ptaków o czterokomorowym sercu występuje największe ciśnienie i najszybszy przepływ krwi, w związku z czym gromady te zyskały stałocieplność.

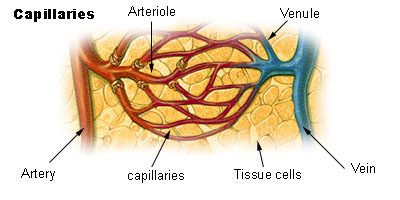
Tętniczo-żylny układ naczyń włosowatych

## Typy naczyń włosowatych i rodzaje ich sieci
Istnieją następujące typy naczyń włosowatych: mięśniowe, trzewne, zatokowe i tętnicze.
Istnieją następujące rodzaje sieci naczyń włosowatych:
- tętniczo-żylne – zaczynają się na końcach tętnic i kończą żyłami; są najczęściej spotykane w organizmie
- żylno-żylne (tzw. układy wrotne) – łączą dwie żyły; tworzą układ wrotny wątroby
- tętniczo-tętnicze (tzw. sieci dziwne) – łączą dwie tętnice; występują w ciałkach nerkowych.